# 더 골드핀치 (영화)
《더 골드핀치》(영어: The Goldfinch)는 2019년 개봉한 미국의 드라마 영화이다. 존 크롤리가 감독을, 피터 스트론이 각본을 맡았다. 도나 타트의 퓰리처상 수상 동명 소설이 원작이다. 2019년 9월 18일 제44회 토론토 국제 영화제에서 전 세계 최초로 공개되었다.

## 출연
- 앤설 엘고트
  - 오크스 페글리
- 어나이린 바너드
  - 핀 울프하드
- 애슐리 커밍스
- 윌라 피츠제럴드
- 세라 폴슨
- 루크 윌슨
- 제프리 라이트
- 니콜 키드먼
- 데니스 오헤어
- 보이드 게인스
- 피터 제이컵슨
- 로버트 조이
- 루크 클라인탱크
- 조이 슬로트닉

## 기타 제작진
- 배역: 엘런 체노웨스
- 미술: K.K. 배럿
- 세트: 리나 디앤절로